# Aphyletes melanochreella
Aphyletes melanochreella är en fjärilsart som beskrevs av Émile Louis Ragonot 1887. Aphyletes melanochreella ingår i släktet Aphyletes och familjen mott. Inga underarter finns listade i Catalogue of Life.